# Меркулов, Михаил Михайлович
Михаил Михайлович Меркулов (род. 25 июня 1975, Норильск, Красноярский край) — российский хоккеист, нападающий. Тренер.

## Биография
Начинал играть в хоккей в Норильске. В первенстве России дебютировал в сезоне 1994/95 в местной команде «Заполярник». Переехав в Санкт-Петербург, играл за другие команды второй по силе лиги «Ижорец» (1996/97 — 1998/99) и «Спартак» (1998/99 — 1999/2000). В сезонах 1999/2000 — 2001/02 выступал в Суперлиге за СКА. В дальнейшем играл за любительский ХК «Компрессор» и «Старс» в чемпионате Эстонии.